# Stefano Sturaro
Stefano Sturaro (Sanremo, 9 marzo 1993) è un ex calciatore italiano, di ruolo centrocampista, tecnico delle giovanili del Catania.

## Biografia
Nato da padre diabetologo e madre veterinaria, ha due fratelli, uno dei quali, Fabio, ha tentato assieme a lui la strada del calcio nel vivaio del Genoa. Alle superiori aveva iniziato a studiare agraria con l'intenzione di divenire floricoltore, prima di cambiare obiettivo e provare la carriera di calciatore una volta entrato nel settore giovanile genoano.

## Caratteristiche tecniche
Elemento di quantità e sostanza, in campo puntava soprattutto su corsa, carattere e spirito di sacrificio, vantando comunque una discreta tecnica di base.
Destro naturale, ma a suo agio anche con il sinistro, prediligeva giocare davanti alla difesa poiché abile sia a recuperare palla sia ad avviare l'azione. Nato mezzala, era stato in seguito impostato come centrocampista puro da Ivan Jurić, suo tecnico nelle giovanili del Genoa, adattandosi indifferentemente a giocare in un reparto a 3, 4 o 5 elementi; questa duttilità gli permetteva di essere impiegato in ogni zona della metà campo.
All'occorrenza poteva venire arretrato in difesa, come centrale o terzino, o ancora avanzato a esterno d'attacco, in quest'ultimo caso sfruttando la sua propensione a cercare l'inserimento in area per concludere a rete.

## Carriera

### Giocatore

#### Club

##### Sanremese, Genoa e Modena
Cresciuto nella Sanremese, nella cui formazione Giovanissimi entra all'età di 9 anni, dopo falliti provini con Reggina e Torino approda a 15 anni nel vivaio del Genoa. Nonostante un difficile impatto alla prima esperienza lontano da casa, nonché a frequenti malanni fisici – «avevo un osso in più all'attacco della tibia in entrambi i piedi, che dopo una ventina di minuti di partita si gonfiavano tanto da costringermi a smettere» – risolti con due operazioni e un anno passato sulle stampelle, con la squadra Primavera del grifone vince nel 2010 la supercoppa di categoria, iniziando a farsi notare come uno dei migliori elementi dei liguri.
Nell'estate 2012, a 19 anni, è ceduto in prestito al Modena, in Serie B. Complici due gravi infortuni, ottiene solo 8 presenze in campionato e 2 in Coppa Italia con la maglia dei canarini. Tornato in rossoblù per volontà di Gian Piero Gasperini, il quale decide di puntare su di lui nonostante l'annus horribilis da cui è reduce, esordisce in Serie A il 25 agosto 2013, a 20 anni, subentrando all'89' di Inter-Genoa (2-0). Il 2 marzo 2014 segna il suo primo gol in Serie A, quello del definitivo 2-0 per il grifone nella vittoria casalinga sul Catania. Complice l'infortunio del compagno di squadra Matuzalém, si ritaglia sempre più spazio nel girone di ritorno, chiudendo il campionato con 16 presenze e 1 gol.
Nel luglio 2014 viene ceduto a titolo definitivo alla Juventus per 5,5 milioni di euro (più 3,5 di bonus); contestualmente viene sottoscritto un prestito annuale gratuito in favore del club ligure. Gioca la sua ultima partita con il Genoa il 31 gennaio 2015, nell'1-1 contro la Fiorentina, propiziando l'autogol del portiere avversario Tătărușanu che sblocca il risultato. In questa prima parte di stagione gioca 15 partite tra campionato e Coppa Italia. In tutto, con la maglia rossoblù mette insieme 31 presenze e 1 gol.

##### Juventus
A differenza degli accordi estivi, nel febbraio 2015 si trasferisce a Torino con un semestre di anticipo. Debutta con i bianconeri il 14 marzo seguente, giocando da titolare nella vittoriosa trasferta (0-1) di campionato contro il Palermo, mentre il 14 aprile esordisce nelle coppe europee, entrando nel secondo tempo della partita di andata dei quarti di Champions League tra Juventus e Monaco (1-0); il 5 maggio seguente gioca poi la sua prima partita da titolare nella massima competizione europea per club, la semifinale di andata vinta 2-1 sul Real Madrid. Il 23 dello stesso mese trova anche il primo gol in maglia juventina, in campionato, nel 3-1 casalingo al Napoli.
La stagione 2014-2015, in cui Sturaro si divide tra Genova e Torino, si conclude con la conquista in bianconero dello scudetto e della Coppa Italia, i primi trofei della sua carriera professionistica; con i piemontesi prende inoltre parte, senza scendere in campo, alla finale di Champions League persa contro il Barcellona. L'8 agosto 2015 gioca da titolare a Shanghai la Supercoppa di Lega vinta 2-0 contro la Lazio, servendo l'assist a Mandžukić per la rete che sblocca il risultato. Tuttavia da qui in avanti Sturaro non riesce più a confermare le positive impressioni che aveva destato nel semestre d'esordio in bianconero, finendo relegato tra le seconde linee della squadra.
Nel prosieguo dell'annata 2015-2016 trova comunque il suo primo gol in Champions League, il 23 febbraio a Torino, siglando il definitivo 2-2 nell'andata degli ottavi di finale contro il Bayern Monaco. Chiude la sua seconda annata a Torino bissando il double nazionale. Nella stagione successiva disputa da titolare il match di Supercoppa italiana contro il Milan, che vede i bianconeri sconfitti ai tiri di rigore. Alla fine dell'annata conquista il suo terzo scudetto (il sesto consecutivo per la squadra piemontese) e la sua terza Coppa Italia; raggiunge inoltre la sua seconda finale di Champions League, anche stavolta senza tuttavia scendere in campo, dove la Juventus viene sconfitta dal Real Madrid.
Nell'ultima stagione a Torino, 2017-2018, mette in bacheca il quarto double di fila, ma vede anche ridursi ulteriormente il suo minutaggio, finendo definitivamente ai margini della rosa bianconera.

##### Sporting Lisbona, primo ritorno al Genoa
Nell'estate 2018 Sturaro si trasferisce in Portogallo, ceduto in prestito allo Sporting Lisbona. Alle prese con la riabilitazione da un serio infortunio, tuttavia, Sturaro non riesce a scendere mai in campo per tutta la durata dell'esperienza lusitana.
Nel gennaio 2019 rientra quindi anzitempo alla Juventus, che contestualmente lo cede in prestito oneroso per 1,5 milioni di euro al Genoa, dove il centrocampista fa ritorno dopo quattro anni; il febbraio seguente, benché il giocatore non abbia ancora disputato una gara con il nuovo club, scatta l'obbligo di riscatto per 16,5 milioni di euro. Fa il suo secondo debutto con i liguri il 17 marzo 2019, nella vittoria di campionato a Marassi proprio contro la Juventus (2-0), trovando nell'occasione la rete che apre le marcature.
Tuttavia nelle settimane seguenti un nuovo infortunio, stavolta al legamento crociato anteriore del ginocchio destro, lo relega nuovamente in infermeria per lungo tempo, chiudendo anzitempo la stagione e potendo tornare a giocare solo nell'autunno seguente. Il 25 novembre 2019, nella trasferta di campionato sul terreno della SPAL (1-1), bagna il suo ritorno in campo segnando il gol del definitivo pareggio.

##### Verona, secondo ritorno al Genoa
Rimane a Genova fino al gennaio 2021, quando si trasferisce al Verona con la formula del prestito con diritto di riscatto a 10 milioni di euro. Nel semestre in Veneto raggiunge la salvezza con la formazione scaligera, prima di fare ritorno in pianta stabile al Genoa per la stagione 2021-2022, senza tuttavia riuscire a evitare la retrocessione rossoblù in Serie B.
Dall'estate 2022, stante la partenza di Domenico Criscito, diventa il nuovo capitano genoano: pur non riuscendo a conseguire una titolarità certa, dà il suo contributo all'immediato ritorno del grifone in Serie A. In questa terza esperienza in maglia rossoblù raccoglie 45 presenze nell'arco di un biennio, non rinnovando il contratto in scadenza nel giugno 2023.

##### Fatih Karagümrük e Catania
Il 21 agosto 2023 si accorda da svincolato con il Fatih Karagümrük, società della massima serie turca. Dopo un semestre a Istanbul, fatto di 12 presenze e un gol tra campionato e Coppa di Turchia, il 16 gennaio 2024 decide di risolvere il proprio contratto con il club.
Il giorno seguente torna in Italia venendo ingaggiato dal Catania, in Serie C; per volere dell'allenatore Cristiano Lucarelli, inoltre, riceve la fascia di capitano del sodalizio etneo, stante l'assenza dai campi del capitano designato Francesco Rapisarda. Debutta in maglia rossazzurra l'11 febbraio 2024, nella gara interna contro la Casertana, rimediando un'espulsione.

#### Nazionale
Il 24 aprile 2014 viene convocato per la prima volta nell'Italia under 21 dal commissario tecnico Luigi Di Biagio. Fa il suo esordio con la maglia degli azzurrini il successivo 4 giugno, nell'amichevole vinta 4-0 a Castel di Sangro contro i pari età del Montenegro, mentre il 9 settembre dello stesso anno va in gol nel 7-1 a Cipro, nella gara valida per le qualificazioni europee giocata sempre a Castel di Sangro.
Prende poi parte nel 2015 all'Europeo Under-21 in Repubblica Ceca: un torneo condotto sottotono da Sturaro rispetto alle premesse della vigilia, ricevendo un'espulsione per un fallo di reazione nella prima partita del girone, persa 2-1 contro la Svezia, che gli costa tre giornate di squalifica e pone fine anzitempo al suo torneo continentale, data l'eliminazione degli italiani nella fase a gironi.
In precedenza, il 14 novembre 2014 aveva ricevuto la prima convocazione nell'Italia da parte del commissario tecnico Antonio Conte, per l'amichevole contro l'Albania disputata quattro giorni dopo a Genova, senza debuttare. Pur non prendendo parte alle qualificazioni europee, il 31 maggio 2016 viene inserito da Conte nella rosa dei 23 convocati per il campionato d'Europa 2016 in Francia. Il 6 giugno seguente fa il suo esordio in nazionale A, nel corso dell'amichevole di Verona vinta 2-0 sulla Finlandia, subentrando al 64' a Giaccherini. Il 17 dello stesso mese, debutta nell'Europeo giocando gli ultimi minuti della sfida del primo turno vinta 1-0 contro la Svezia. Cinque giorni dopo scende in campo per la prima volta da titolare in maglia azzurra, nell'ininfluente sconfitta 0-1 contro l'Irlanda; per via delle assenze di De Rossi e Thiago Motta, è schierato nuovamente dal primo minuto nella gara dei quarti di finale contro la Germania, conclusasi con l'eliminazione azzurra ai tiri di rigore.

### Dopo il ritiro
Nella stagione 2025-2026 intraprende la carriera di allenatore nel settore giovanile del Catania.

## Statistiche

### Presenze e reti nei club
Statistiche aggiornate al 13 maggio 2025.
| Stagione            | Squadra          | Campionato      | Campionato | Campionato | Coppe nazionali | Coppe nazionali | Coppe nazionali | Coppe europee | Coppe europee | Coppe europee | Altre coppe | Altre coppe | Altre coppe | Totale | Totale | Totale |
| Stagione            | Squadra          | Comp            | Pres       | Reti       | Comp            | Pres            | Reti            | Comp          | Pres          | Reti          | Comp        | Pres        | Reti        | Pres   | Reti   |        |
| ------------------- | ---------------- | --------------- | ---------- | ---------- | --------------- | --------------- | --------------- | ------------- | ------------- | ------------- | ----------- | ----------- | ----------- | ------ | ------ | ------ |
| 2012-2013           | Modena           | B               | 8          | 0          | CI              | 2               | 0               | -             | -             | -             | -           | -           | -           | 10     | 0      |        |
| 2013-2014           | Genoa            | A               | 16         | 1          | CI              | 0               | 0               | -             | -             | -             | -           | -           | -           | 16     | 1      |        |
| 2014-gen. 2015      | Genoa            | A               | 13         | 0          | CI              | 2               | 0               | -             | -             | -             | -           | -           | -           | 15     | 0      |        |
| gen.-giu. 2015      | Juventus         | A               | 12         | 1          | CI              | 1               | 0               | UCL           | 2             | 0             | SI          | -           | -           | 15     | 1      |        |
| 2015-2016           | Juventus         | A               | 19         | 1          | CI              | 2               | 0               | UCL           | 6             | 1             | SI          | 1           | 0           | 28     | 2      |        |
| 2016-2017           | Juventus         | A               | 21         | 0          | CI              | 2               | 0               | UCL           | 4             | 0             | SI          | 1           | 0           | 28     | 0      |        |
| 2017-2018           | Juventus         | A               | 12         | 0          | CI              | 2               | 0               | UCL           | 5             | 0             | SI          | 0           | 0           | 19     | 0      |        |
| Totale Juventus     | Totale Juventus  | Totale Juventus | 64         | 2          |                 | 7               | 0               |               | 17            | 1             |             | 2           | 0           | 90     | 3      |        |
| 2018-gen. 2019      | Sporting Lisbona | PL              | 0          | 0          | TP+TL           | 0+0             | 0               | UEL           | 0             | 0             | -           | -           | -           | 0      | 0      |        |
| gen.-giu. 2019      | Genoa            | A               | 5          | 1          | CI              | -               | -               | -             | -             | -             | -           | -           | -           | 5      | 1      |        |
| 2019-2020           | Genoa            | A               | 16         | 1          | CI              | 2               | 0               | -             | -             | -             | -           | -           | -           | 18     | 1      |        |
| 2020-gen. 2021      | Genoa            | A               | 6          | 1          | CI              | 1               | 0               | -             | -             | -             | -           | -           | -           | 7      | 1      |        |
| gen.-giu. 2021      | Verona           | A               | 10         | 0          | CI              | -               | -               | -             | -             | -             | -           | -           | -           | 10     | 0      |        |
| 2021-2022           | Genoa            | A               | 25         | 0          | CI              | 1               | 0               | -             | -             | -             | -           | -           | -           | 26     | 0      |        |
| 2022-2023           | Genoa            | B               | 18         | 0          | CI              | 1               | 0               | -             | -             | -             | -           | -           | -           | 19     | 0      |        |
| Totale Genoa        | Totale Genoa     | Totale Genoa    | 99         | 4          |                 | 7               | 0               |               | -             | -             |             | -           | -           | 106    | 4      |        |
| ago. 2023-gen. 2024 | Fatih Karagümrük | SL              | 11         | 1          | TK              | 1               | 0               | -             | -             | -             | -           | -           | -           | 12     | 1      |        |
| gen.-giu. 2024      | Catania          | C               | 7+1        | 0          | CI-C            | 2               | 0               | -             | -             | -             | -           | -           | -           | 10     | 0      |        |
| 2024-2025           | Catania          | C               | 12+3       | 0          | CI+CI-C         | 1+1             | 0               | -             | -             | -             | -           | -           | -           | 17     | 0      |        |
| Totale Catania      | Totale Catania   | Totale Catania  | 19+4       | 0          |                 | 4               | 0               |               | -             | -             |             | -           | -           | 27     | 0      |        |
| Totale carriera     | Totale carriera  | Totale carriera | 207+4      | 6          |                 | 21              | 0               |               | 17            | 1             |             | 2           | 0           | 251    | 7      |        |

### Cronologia presenze e reti in nazionale
| Cronologia completa delle presenze e delle reti in nazionale ― Italia | Cronologia completa delle presenze e delle reti in nazionale ― Italia | Cronologia completa delle presenze e delle reti in nazionale ― Italia | Cronologia completa delle presenze e delle reti in nazionale ― Italia | Cronologia completa delle presenze e delle reti in nazionale ― Italia | Cronologia completa delle presenze e delle reti in nazionale ― Italia | Cronologia completa delle presenze e delle reti in nazionale ― Italia | Cronologia completa delle presenze e delle reti in nazionale ― Italia |
| Data                                                                  | Città                                                                 | In casa                                                               | Risultato                                                             | Ospiti                                                                | Competizione                                                          | Reti                                                                  | Note                                                                  |
| --------------------------------------------------------------------- | --------------------------------------------------------------------- | --------------------------------------------------------------------- | --------------------------------------------------------------------- | --------------------------------------------------------------------- | --------------------------------------------------------------------- | --------------------------------------------------------------------- | --------------------------------------------------------------------- |
| 6-6-2016                                                              | Verona                                                                | Italia                                                                | 2 – 0                                                                 | Finlandia                                                             | Amichevole                                                            | -                                                                     | 64’                                                                   |
| 17-6-2016                                                             | Tolosa                                                                | Italia                                                                | 1 – 0                                                                 | Svezia                                                                | Euro 2016 - 1º turno                                                  | -                                                                     | 85’                                                                   |
| 22-6-2016                                                             | Lilla                                                                 | Italia                                                                | 0 – 1                                                                 | Irlanda                                                               | Euro 2016 - 1º turno                                                  | -                                                                     |                                                                       |
| 2-7-2016                                                              | Bordeaux                                                              | Germania                                                              | 1 – 1 dts (6 – 5 dtr)                                                 | Italia                                                                | Euro 2016 - Quarti di finale                                          | -                                                                     | 56’                                                                   |
| Totale                                                                |                                                                       | Presenze                                                              | 4                                                                     |                                                                       | Reti                                                                  | 0                                                                     |                                                                       |

| Cronologia completa delle presenze e delle reti in nazionale ― Italia under 21 | Cronologia completa delle presenze e delle reti in nazionale ― Italia under 21 | Cronologia completa delle presenze e delle reti in nazionale ― Italia under 21 | Cronologia completa delle presenze e delle reti in nazionale ― Italia under 21 | Cronologia completa delle presenze e delle reti in nazionale ― Italia under 21 | Cronologia completa delle presenze e delle reti in nazionale ― Italia under 21 | Cronologia completa delle presenze e delle reti in nazionale ― Italia under 21 | Cronologia completa delle presenze e delle reti in nazionale ― Italia under 21 |
| Data                                                                           | Città                                                                          | In casa                                                                        | Risultato                                                                      | Ospiti                                                                         | Competizione                                                                   | Reti                                                                           | Note                                                                           |
| ------------------------------------------------------------------------------ | ------------------------------------------------------------------------------ | ------------------------------------------------------------------------------ | ------------------------------------------------------------------------------ | ------------------------------------------------------------------------------ | ------------------------------------------------------------------------------ | ------------------------------------------------------------------------------ | ------------------------------------------------------------------------------ |
| 4-6-2014                                                                       | Castel di Sangro                                                               | Italia under 21                                                                | 4 – 0                                                                          | Montenegro under 21                                                            | Amichevole                                                                     | -                                                                              | 81’                                                                            |
| 5-9-2014                                                                       | Pescara                                                                        | Italia under 21                                                                | 3 – 2                                                                          | Serbia under 21                                                                | Qual. Europeo Under-21 2015                                                    | -                                                                              |                                                                                |
| 9-9-2014                                                                       | Castel di Sangro                                                               | Italia under 21                                                                | 7 – 1                                                                          | Cipro under 21                                                                 | Qual. Europeo Under-21 2015                                                    | 1                                                                              |                                                                                |
| 27-3-2015                                                                      | Paderborn                                                                      | Germania under 21                                                              | 2 – 2                                                                          | Italia under 21                                                                | Amichevole                                                                     | -                                                                              |                                                                                |
| 30-3-2015                                                                      | Benevento                                                                      | Italia under 21                                                                | 0 – 1                                                                          | Serbia under 21                                                                | Amichevole                                                                     | -                                                                              |                                                                                |
| 18-6-2015                                                                      | Olomouc                                                                        | Italia under 21                                                                | 1 – 2                                                                          | Svezia under 21                                                                | Europeo Under-21 2015 - 1º turno                                               | -                                                                              | 80’                                                                            |
| Totale                                                                         |                                                                                | Presenze                                                                       | 6                                                                              |                                                                                | Reti                                                                           | 1                                                                              |                                                                                |

## Palmarès

### Club

#### Competizioni giovanili
- Supercoppa Primavera: 1

Genoa: 2010

#### Competizioni nazionali
- Campionato italiano: 4

Juventus: 2014-2015, 2015-2016, 2016-2017, 2017-2018
- Coppa Italia: 4

Juventus: 2014-2015, 2015-2016, 2016-2017, 2017-2018
- Supercoppa italiana: 1

Juventus: 2015
- Coppa Italia Serie C: 1

Catania: 2023-2024